# Tympanogaster eungella
Tympanogaster eungella är en skalbaggsart som beskrevs av Perkins 2006. Tympanogaster eungella ingår i släktet Tympanogaster och familjen vattenbrynsbaggar. Inga underarter finns listade i Catalogue of Life.